# Catar en los Juegos Olímpicos de Seúl 1988
Catar estuvo representado en los Juegos Olímpicos de Seúl 1988 por un total de 10 deportistas masculinos que compitieron en 3 deportes.
El equipo olímpico catarí no obtuvo ninguna medalla en estos Juegos.